# Adolf Scheibe
Adolf Scheibe (* 9. März 1895 in Zeulenroda; † 20. April 1958 in Berlin) war ein deutscher Physiker und der Entwickler der Quarzuhr in Deutschland sowie der Entdecker der Inkonstanz der Erdrotationsgeschwindigkeit.

## Leben und Werk
Adolf Scheibe war Sohn des Kaufmanns Friedrich Scheibe. Er besuchte bis 1908 die Volks- und Realschule in Zeulenroda, legte in Plauen 1914 das Abitur ab und studierte in München unter anderem bei Conrad Röntgen. Das Studium wurde bald durch den Ersten Weltkrieg unterbrochen. Scheibe war drei Jahre an der Front und setzte das begonnene Studium nach Kriegsende zuerst in München fort, wechselte nach einigen Semestern aber nach Jena. 1923 wurde er in der Hochfrequenztechnik bei Max Wien an der Universität Jena promoviert. 1925 trat er als Wissenschaftlicher Mitarbeiter in die Physikalisch-Technischen Reichsanstalt (PTR) in Berlin ein. 1927 wiesen Erich Giebe und Scheibe nach, dass Quarzstäbe nicht nur zu Längsschwingungen, sondern auch zu Biegungs- und Drillungsschwingungen angeregt werden können. 1928 trat Scheibe als Regierungsrat die Nachfolge von Giebe als Vorsteher des Hochfrequenz-Laboratoriums der PTR an. Ab 1930 entwickelte Scheibe gemeinsam mit Udo Adelsberger die PTR-Quarzuhren. Scheibe und Adelsberger postulierten 1935, die astronomische Tageslänge sei inkonstant.
Auf Scheibes Betreiben hin wurden recht schnell nach Beginn des Zweiten Weltkriegs die Tätigkeiten seines Labors als »kriegswichtig« eingestuft, wodurch seine Mitarbeiter vom Militärdienst freigestellt wurden. Mit Einsetzen der Flächenbombardements auf Berlin verlegte er 1943 das Hochfrequenzlabor nach Zeulenroda. Bei ihrem Rückzug aus Thüringen deportierten die Amerikaner Scheibe, die Laboreinrichtungen sowie seine Mitarbeiter samt Familien in ihr Hauptquartier nach Heidelberg. Mit Errichtung der Physikalisch-Technischen Bundesanstalt ab 1950 in Braunschweig zog auch das Hochfrequenzlabor nach dort um.

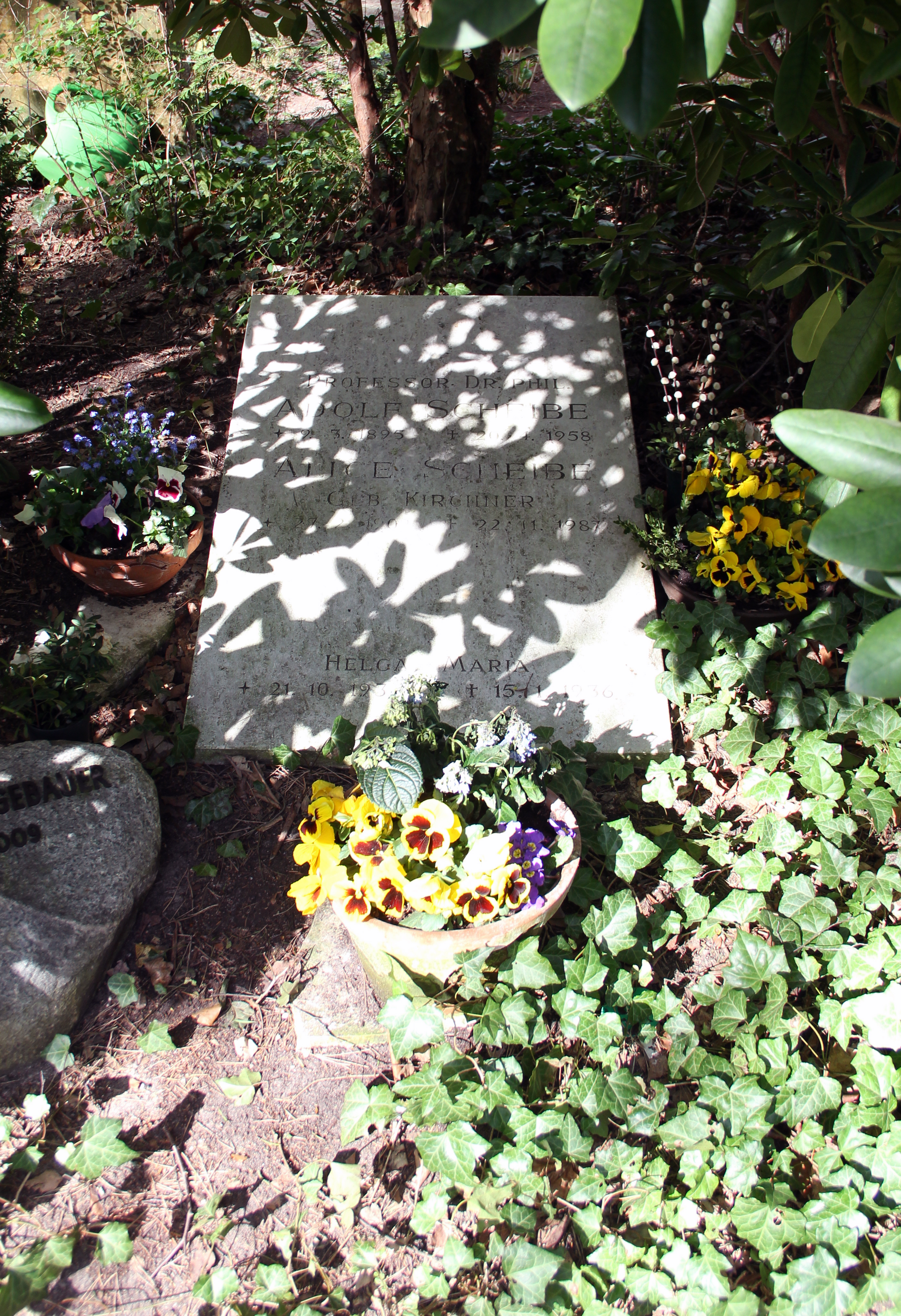
Grab von Adolf Scheibe auf dem Friedhof Heerstraße in Berlin-Westend

Nach dem Krieg wirkte Scheibe federführend an der Errichtung der Physikalisch-Technischen Bundesanstalt (zunächst Physikalisch-Technische Anstalt) in Braunschweig mit, 1950/1951 als deren amtierender Präsident. 1953 wurde er Leitender Direktor der Abteilung I Mechanik der PTB. 1955 wurde er Vizepräsident der PTB. Scheibe war korrespondierendes Mitglied der Akademie der Wissenschaften zu Göttingen und seit 1957 Mitglied der Braunschweigischen Wissenschaftlichen Gesellschaft.
Ab 1955 wirkte Scheibe als Honorarprofessor an der Technischen Hochschule Braunschweig.
Er war mit Alice Kirchner verheiratet und hatte mit ihr vier Kinder, zwei Söhne und zwei Töchter.
Adolf Scheibe starb unerwartet im April 1958 im Alter von 63 Jahren in Berlin. Sein Grab befindet sich auf dem landeseigenen Friedhof Heerstraße in Berlin-Westend (Grablage: 18-L-24/30). Seine Gattin Alice Scheibe geb. Kirchner wurde 1987 an seiner Seite bestattet.